# Ramellogammarus similimanus
Ramellogammarus similimanus är en kräftdjursart som först beskrevs av Edward Lloyd Bousfield 1961.  Ramellogammarus similimanus ingår i släktet Ramellogammarus och familjen Anisogammaridae. Inga underarter finns listade i Catalogue of Life.